# Ricominciare ad amarsi ancora
Ricominciare ad amarsi ancora (Falling in Love Again) è un film del 1980 diretto da Steven Paul.

## Trama
Sue e Harry, una coppia di mezza età, entrano in crisi sentimentali. Sue ,per tentare di recuperare il rapporto e rinnovare il sentimento, ripercorre tutta la sua storia con Harry, dalla loro gioventù in avanti.